# 文山黄芩
文山黄芩（学名：Scutellaria wenshanensis）为唇形科黄芩属下的一个种。

## 扩展阅读
- 維基物種上的相關：文山黄芩